# Оленятко — білі ріжки
«Оленятко — білі ріжки» — анімаційний фільм 1974 року Творчого об'єднання художньої мультиплікації студії Київнаукфільм, режисер — Леонід Зарубін.

## Над мультфільмом працювали
- Автор сценарію: Жанна Вітензон
- Режисер: Леонід Зарубін
- Художник-постановник: О. Охрімець
- Композитор: Антон Муха
- Оператор: Василь Кордун
- Звукорежисер: Ігор Погон
- Ляльководи: Е. Лисицька, А. Трифонов, Жан Таран
- Ляльки та декорації виготовили: Я. Горбаченко, Анатолій Радченко, В. Яковенко, Вадим Гахун
- Асистенти: А. Кислій, В. Григоренко, М. Вайсфельд, О. Деряжна
- Редактор: Світлана Куценко
- Директор картини: М. Гладкова